# 1609 год
1609 (ты́сяча шестьсо́т девя́тый) год  по григорианскому календарю — невисокосный год, начинающийся в четверг. Это 1609 год нашей эры, 9‑й год 1‑го десятилетия XVII века 2‑го тысячелетия, 10‑й год 1600‑х годов. Он закончился 416 лет назад.
| Пн | Вт | Ср | Чт | Пт | Сб | Вс |
|    |    |    | 1  | 2  | 3  | 4  |
| 5  | 6  | 7  | 8  | 9  | 10 | 11 |
| 12 | 13 | 14 | 15 | 16 | 17 | 18 |
| 19 | 20 | 21 | 22 | 23 | 24 | 25 |
| 26 | 27 | 28 | 29 | 30 | 31 |    |

| Пн | Вт | Ср | Чт | Пт | Сб | Вс |
|    |    |    |    |    |    | 1  |
| 2  | 3  | 4  | 5  | 6  | 7  | 8  |
| 9  | 10 | 11 | 12 | 13 | 14 | 15 |
| 16 | 17 | 18 | 19 | 20 | 21 | 22 |
| 23 | 24 | 25 | 26 | 27 | 28 |    |

| Пн | Вт | Ср | Чт | Пт | Сб | Вс |
|    |    |    |    |    |    | 1  |
| 2  | 3  | 4  | 5  | 6  | 7  | 8  |
| 9  | 10 | 11 | 12 | 13 | 14 | 15 |
| 16 | 17 | 18 | 19 | 20 | 21 | 22 |
| 23 | 24 | 25 | 26 | 27 | 28 | 29 |
| 30 | 31 |    |    |    |    |    |

| Пн | Вт | Ср | Чт | Пт | Сб | Вс |
|    |    | 1  | 2  | 3  | 4  | 5  |
| 6  | 7  | 8  | 9  | 10 | 11 | 12 |
| 13 | 14 | 15 | 16 | 17 | 18 | 19 |
| 20 | 21 | 22 | 23 | 24 | 25 | 26 |
| 27 | 28 | 29 | 30 |    |    |    |

| Пн | Вт | Ср | Чт | Пт | Сб | Вс |
|    |    |    |    | 1  | 2  | 3  |
| 4  | 5  | 6  | 7  | 8  | 9  | 10 |
| 11 | 12 | 13 | 14 | 15 | 16 | 17 |
| 18 | 19 | 20 | 21 | 22 | 23 | 24 |
| 25 | 26 | 27 | 28 | 29 | 30 | 31 |

| Пн | Вт | Ср | Чт | Пт | Сб | Вс |
| 1  | 2  | 3  | 4  | 5  | 6  | 7  |
| 8  | 9  | 10 | 11 | 12 | 13 | 14 |
| 15 | 16 | 17 | 18 | 19 | 20 | 21 |
| 22 | 23 | 24 | 25 | 26 | 27 | 28 |
| 29 | 30 |    |    |    |    |    |

| Пн | Вт | Ср | Чт | Пт | Сб | Вс |
|    |    | 1  | 2  | 3  | 4  | 5  |
| 6  | 7  | 8  | 9  | 10 | 11 | 12 |
| 13 | 14 | 15 | 16 | 17 | 18 | 19 |
| 20 | 21 | 22 | 23 | 24 | 25 | 26 |
| 27 | 28 | 29 | 30 | 31 |    |    |

| Пн | Вт | Ср | Чт | Пт | Сб | Вс |
|    |    |    |    |    | 1  | 2  |
| 3  | 4  | 5  | 6  | 7  | 8  | 9  |
| 10 | 11 | 12 | 13 | 14 | 15 | 16 |
| 17 | 18 | 19 | 20 | 21 | 22 | 23 |
| 24 | 25 | 26 | 27 | 28 | 29 | 30 |
| 31 |    |    |    |    |    |    |

| Пн | Вт | Ср | Чт | Пт | Сб | Вс |
|    | 1  | 2  | 3  | 4  | 5  | 6  |
| 7  | 8  | 9  | 10 | 11 | 12 | 13 |
| 14 | 15 | 16 | 17 | 18 | 19 | 20 |
| 21 | 22 | 23 | 24 | 25 | 26 | 27 |
| 28 | 29 | 30 |    |    |    |    |

| Пн | Вт | Ср | Чт | Пт | Сб | Вс |
|    |    |    | 1  | 2  | 3  | 4  |
| 5  | 6  | 7  | 8  | 9  | 10 | 11 |
| 12 | 13 | 14 | 15 | 16 | 17 | 18 |
| 19 | 20 | 21 | 22 | 23 | 24 | 25 |
| 26 | 27 | 28 | 29 | 30 | 31 |    |

| Пн | Вт | Ср | Чт | Пт | Сб | Вс |
|    |    |    |    |    |    | 1  |
| 2  | 3  | 4  | 5  | 6  | 7  | 8  |
| 9  | 10 | 11 | 12 | 13 | 14 | 15 |
| 16 | 17 | 18 | 19 | 20 | 21 | 22 |
| 23 | 24 | 25 | 26 | 27 | 28 | 29 |
| 30 |    |    |    |    |    |    |

| Пн | Вт | Ср | Чт | Пт | Сб | Вс |
|    | 1  | 2  | 3  | 4  | 5  | 6  |
| 7  | 8  | 9  | 10 | 11 | 12 | 13 |
| 14 | 15 | 16 | 17 | 18 | 19 | 20 |
| 21 | 22 | 23 | 24 | 25 | 26 | 27 |
| 28 | 29 | 30 | 31 |    |    |    |

## События
- 1507—1622 — Португало-персидская война. Ряд вооружённых конфликтов между колониалистской Португалией и вассальным Ормузом, с одной стороны, и Сефевидской империей, поддерживаемой англичанами, с другой[1].
- 1511—1641 — Малайско-португальская война. Вооружённый конфликт XVI-XVII веков, в котором Малаккский султанат при поддержке империи Мин, Голландской Ост-Индской компании (с 1607) и Джохора безуспешно сопротивлялся Португальской империи, стремившейся захватить Малакку и установить контроль над торговлей между Индией и Китаем[2].
- 1566—1609 — закончился первый этап Нидерландской буржуазной революции (Восьмидесятилетняя война). Религиозно-идеологическая, политическая и социально-экономическая борьба Семнадцати провинций за независимость от испанского владычества[3].
  - Испания заключила с Голландией перемирие на 12 лет, признав её независимость и право вести торговлю в Индии и Юго-Восточной Азии. Устье Шельды закрыто для торговли, что обрекало Антверпен на разорение[4].
- 1600—1611 — Польско-шведская война[5]. 
  - 28 февраля—2 марта — взятие Пернау. Польско-литовским войском взят г. Пернов (сов. Пярну)[5].
  - Ночь с 23 на 24 марта — битва у устья Салацы, морское сражение[6].
  - 6 октября — битва у реки Гауя[7].
- 1601—1661 — Голландско-португальская война. Вооружённый конфликт, в котором голландские Ост-Индская и Вест-Индская компании воевали по всему миру против Португальской империи[8].
- 1603—1618 — Турецко-персидская война[9].
- 1606—1610 — Могилёвское городское восстание, антифеодальное движение ремесленников и городской бедноты горожан Могилёва[10].
- 1607—1613 — Молдавская война магнатов, когда магнаты из Речи Посполитой вмешивались в дела Молдавии, соперничая с Габсбургами и Османской империей за господство над княжеством (известны как Могиляды)[11].
- 1609—1614 — началась Война за клевское наследство, в которую были втянуты Священная Римская империя, Франция, Нидерланды и ряд католических и протестантских князей Германии. Стала одной из прелюдий Тридцатилетней войны[12].
- Март—май — вторжение в Рюкю силами японского феодального владения Сацума. В результате Рюкю стало вассалом Сацумы[13].
- 19 марта — король Венгрии Матиаш делает серьёзные уступки протестантским сословиям Верхней и Нижней Австрии[14].
- Весна — в Речи Посполитой начинается подготовка к походу против России.
- Июль — король Богемии (Чешское королевство) Рудольф II, когда чешские сословия пригрозили ему восстанием, вынужден был подписать «Грамоту величества», подтверждавшую «Чешскую конфессию». Все протестанты в Праге получают право иметь избранных «дефенсоров».
- Сентябрь — Эдикт об изгнании морисков из Валенсии в Северную Африку. Вскоре изданы эдикты об их изгнании из всех областей Испании.
- Дамасским пашой назначен военачальник Ахмед Хафиз. В его распоряжение присланы значительные силы из Анатолии. При поддержке арабских феодалов, в том числе Шихабов, он начал упорную борьбу с Фахр-ад-дином.
- Католическая лига. Объединение католических княжеств Германии накануне Тридцатилетней войны в союз, названный Католическая Лига. Главой её стал Максимилиан Баварский, сделавший командующим войском Лиги фельдмаршала барона фон Тилли[15].
- Основание фактории англичан в Сурате.
- Основание Амстердамского банка.
- Нурхаци перестал посылать дань Китаю.
- Договор Японии и Кореи. Японцы допускались в один корейский порт Пусан.
- Присоединение к Англии Бермудских островов.
- Иезуиты обосновались в районе Ла-Платы (Парагвай).
- Польский сейм под руководством Сигизмунда III объявил амнистию участникам рокоша Н.(М,) Зебжидовского (1606-1607), король подтвердил шляхетские вольности, обязался не нарушать принцип выборности короля, согласился на постоянное присутствие сенаторов в Варшаве для контроля за его деятельностью. Сейм гарантировал права православного населения[5].

## Русское государство
Царствование: 1606—1610 — Василий IV Иванович Шуйский
- 1598—1613 — Смутное время[16].
- 1608—1610 — Тушинский лагерь[17].
- 1608—1610 — Троицкая осада[17].
- 1609—1618 — началась Русско-польская война[18].
  - 1609—1611 — Оборона Смоленска[17].
  - 18 (28) октября — битва на Каринском поле[19].
- Январь—февраль — в Устюжне возведён временный деревянный острог, выдержавший осаду войск Лжедмитрия II (полностью достроен в 1614 году)[20].
- Зима 1608/1609 — А.И. Лисовский послан в карательную экспедицию в Ярославский, Костромской, Галицкий и Вологодский уезды[21]. 
  - Галич сожжён войсками А.И. Лисовского (см. 1627 год)[22].
- 17 февраля — Москву охватывают волнения, едва не приведшие к свержению Василия Шуйского. Воеводы Сунбулов Григорий Фёдорович, Гагарин Роман Иванович и дворянин Грязной Тимофей Васильевич собрав около 300 своих сторонников, выступают против царя и только благодаря твёрдой позиции патриарха Гермогена царь сохраняет за собой престол. Мятежники отъезжают в Тушинский лагерь к самозванцу[17].
- 23 февраля (5 марта) — Выборгский договор между Русским государством и Швецией. Договор подтвердил Тявзинский мир 1595 года[23].
  - 28 февраля (10 марта) — подписан секретный протокол к Выборгскому договору. За присылку 15-тысячного шведского отряда Россия обещает передать Корелу с Карельским уездом навечно. Швеция обещает помогать в завоеваниях в Ливонии[17][23].
- Конец февраля — Сигизмунд III, используя в качестве повода заключение русско-шведского договора, объявляет войну России[17].
- Февраль — по приказу А.И. Лисовского казнены пленные поддерживающие царское правительство[21].
- Февраль — Иваново захвачено отрядом А.И. Лисовского[24].
- Март и осень — Тутаев дважды разорён польско-литовскими отрядами[25].
- Март—июнь (сентябрь) — осада Ипатьевского монастыря[26].
- Апрель — А.И. Лисовский послан в карательную экспедицию в Суздальский и Владимирский уезды[21].
- 14 апреля — в Великий Новгород прибывают шведские войска во главе с Яковом Понтусом Делагарди[17].
- Конец апреля — объединённое русско-шведское войско под командованием Скопина-Шуйского М.В. выступило из Великого Новгорода[27].
- 25 апреля — объединённое русско-шведское войско разбивает под селом Каменки (в Торопецком уезде) отряд сторонников нового самозванца Лжедмитрия II под командованием польского ротмистра Яна Кернозицкого с запорожскими казаками. После этой победы города: Торопец, Невель, Холм-Новгородский, Великие Луки и Ржев отступают от самозванца и присягают Василию Шуйскому[27].
- 22 апреля (2 мая) — 16 (26) июня — осада Углича в результате которого относительно крупный и богатый город был почти полностью разрушен и опустошён[28].
- 30 апреля (10 мая)—27 мая (6 июня) — оборона Ярославля от войск Лжедмитрия II[29].
- 15 мая — в связи с крупным пожаром во Пскове, когда сгорели оружейные склады, житницы, сильно пострадали крепостные стены, горожане обвинили бояр и купцов в поджоге, арестовав их[30].
- 15 (25) мая — битва под Торопцем[31].
- Май—июнь — А. Лисовский послан в карательную экспедицию в Ярославский и Костромской уезды[21].
- Май—июнь — осада Касимова в ходе которого царские войска под командованием Андрея Алябьева предприняли попытку осадить столицу Касимовского ханства[32].
- 26 мая (5 июня) — Кинешма захвачена и разорена отрядом А. Лисовского[33].
- 17 июня — войско Скопина-Шуйского побеждает тушинцев в битве под Торжком[31].
- Середина июня — отряд А. Лисовского захватывает и сжигает Юрьевец.
- Июнь—июль — взятие Ипатьевского монастыря проправительственными отрядами.
- 28 июня (8 июля) — отряд А. Лисовского терпит поражение от правительственных войск во время переправы через Волгу у Кинешмы и с трудом отступает в Троице-Сергиеву монастырю[21].
- Начало июля — объединённое русско-шведское войско подходит к Твери и приступают к осаде города[27].
- 11 (21)—13 (23) июля — Тверское сражение[31].
- 21 июля — объединённое русско-шведское войско в результате совместного натиска с генералом Эвертом Горном берут Тверь. Польское войско под командованием Александра Самойловича Зборовского и казаки Шаховского Григория Петровича рассеяны[27].
- 18 (18) 28 августа — войско Скопина-Шуйского побеждает тушинцев в битве под Калязином[21].
- 28 августа — Скопин-Шуйский М.В. успешно отражает нападение польского воеводы Яна-Петра Сапеги и Александра Зборовского, преследуя их 15 вёрст по московской дороги до Рябова монастыря[27].
- Конец августа — Скопин-Шуйский М.В. организует в Калязине военные лагеря, в которых шведский генерал-фельдмаршал Кристьерн Абрахамссон Сомме обучает прибывающих русских ополченцев искусству боя[27].
- Осень — отряд А.И. Лисовского, после разгрома под Калязином, через Ростов отступил к Суздалю, где до весны 1610 года отбивал атаки правительственных войск[21].
- Шуя взята и разрушена польско-литовским отрядами и силами суздальского князя Плещеева Фёдора Кирилловича[34].
- Захвачен и разорён г. Кашин[35].
- Войсками Скопина-Шуйского освобождён занятый в 1608 году Торжок[36].
- Середина сентября — польско-литовские войска под предводительством Сигизмунда III  перешли границу и осадили Смоленск. Оборона Смоленска (1609-1611)[5].
  - 13 (23) сентября — М.Б. Шеин в ожидании подхода польско-литовской армии вводит осадное положение в Смоленске[37].
  - 16 (26) — 19 (29) сентября — польско-литовские войска с союзниками подошли к Смоленску из Орши[37].
  - 24 сентября (4 октября) — первая попытка взять штурмом Смоленск[37].
  - 27 сентября (7 октября) — вторая попытка взять штурмом Смоленск[37].
  - 28 сентября (8 октября) — массированный артиллерийский обстрел Смоленска[37].
  - 30 сентября (10 октября) — массированный артиллерийский обстрел Смоленска[37].
  - 4—5 (14—15) октября — польско-литовское предложение о капитуляции города отклонено[37].
  - 7—8 (17—18) октября — массированный артиллерийских обстрел Смоленска[37].
  - 15 (25) октября — осаждённые смоляне предприняли вылазку[37].
  - 21 (31) октября — осаждённые смоляне предприняли вылазку[37].
  - Октябрь — польско-литовские войска начали рыть подкопы для ведения минной войны[37].
  - 13 (23) ноября — осаждённые смоляне предприняли последнюю в этом году вылазку[37].
- Осень — М.В. Скопин-Шуйский с войском выступает к Александровской слободе, которую занимает в октябре и стоит здесь до конца года[27].
- Осень — Крымское ханство, после подписания русско-крымского мирного договора в 1594 году возобновило набеги на Русское государство. Осенью состоялся крупный набег крымцев на русские земли, во время похода польского короля Сигизмунда III под Смоленск[38].
- 27 декабря — бегство Лжедмитрия II из Тушина в Калугу. Создание самозванцем Калужского лагеря.
- Лжедмитрий II отдал отдал в кормление Юрьев-Польский касимовскому царевичу Мухаммеду Мурату, лишившемуся своих прав в результате восстания жителей[39].
- Холм полностью уничтожен польско-литовскими отрядами[40].
- Осташков отбит правительственными войсками, вскоре вновь занят польско-литовским войском и вновь отбит правительственными войсками[41].
- Измайлов Артемий Васильевич пожалован царским дворецким[42].
- Калмыки отправляются на войну с мунгалами[43].
- В Сибири происходит бунт кузнецких татар[43].
- В подданство России переходит Кемская волость на Енисее[43].
- Приняты в российское подданство модоры, тубинцы и джесары по реке Енисей[43].
- В Томском уезде произошёл бунт киргизов и сибирских татар, на усмирение которых был организован поход русских войск[43].
- Пожалование Думным дворянином: Пушкин Иван Михайлович[44].
- Местничество: Лыков Борис Михайлович и Пожарский Дмитрий Михайлович[45].

### Руководители приказов
| Года      | Приказ            | Ф,И,О главы                  | Примечания |
| --------- | ----------------- | ---------------------------- | ---------- |
| 1606-1610 | Посольский приказ | Телепнёв Василий Григорьевич |            |
| 1607-1610 | Поместный приказ  | Телепнёв Василий Григорьевич |            |
|           |                   |                              |            |

## Начало правления
См. также: Список глав государств в 1609 году

## Наука и искусство
- Июль — Галилео Галилей построил свою первую подзорную трубу (оптическую систему, состоящую из выпуклой и вогнутой линз) и начал систематические астрономические наблюдения.

## Родились

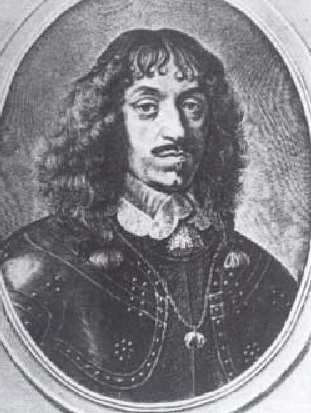
Ян II Казимир

См. также: Категория:Родившиеся в 1609 году
- 18 марта — Фредерик III, король Дании и Норвегии (1648—1670)[47].
- 30 мая — Даниелюс Клейнас, автор первой грамматики литовского языка.
- Генриетта Мария Французская — младшая дочь французского короля Генриха IV и Марии Медичи, выданная замуж в 1625 году за Карла I Стюарта, короля Англии, Шотландии и Ирландии. Мать двух английских монархов (Карла II и Якова II) и бабушка ещё троих. По женской линии от неё ведут происхождение Людовик XV и ещё четверо королей Франции. Её именем в США назван штат Мэриленд.
- Юдит Лейстер — нидерландская художница.
- Кятиб Челеби — выдающийся османский учёный, историк и писатель. Оставил сочинения по различным областям знаний — богословию, правоведению, политике, литературе, географии, истории, библиографии.
- Пьер-Поль Рике — французский инженер. Под его руководством в 1666—1681 годах был построен Южный канал, соединяющий Тулузу с озером Этан-де-То.
- Ротру, Жан — французский драматург.
- Джерард Уинстенли — английский социалист-утопист XVII века, один из руководителей движения диггеров.
- Фердинанд Австрийский — брат короля Испании Филиппа IV, инфант Испании, губернатор Милана, штатгальтер Нидерландов, вице-король Каталонии, кардинал-архиепископ Толедо в 1619—1641 годах и командующий испанскими силами во время Тридцатилетней войны.
- Пауль Флеминг — немецкий поэт.
- Хайд, Эдуард, 1-й граф Кларендон — влиятельный советник английских королей Карла I и Карла II, лорд-канцлер в первые годы Стюартовской Реставрации (1658—1667 годы), тесть короля Якова II, дед двух английских монархов, автор первой истории Английской революции.
- Ян II Казимир — последний король польский и великий князь литовский из династии Ваза (правил в 1648—1668 годах), князь опольский (Верхняя Силезия), также в 1648—1660 годах именовал себя королём Швеции.

## Скончались

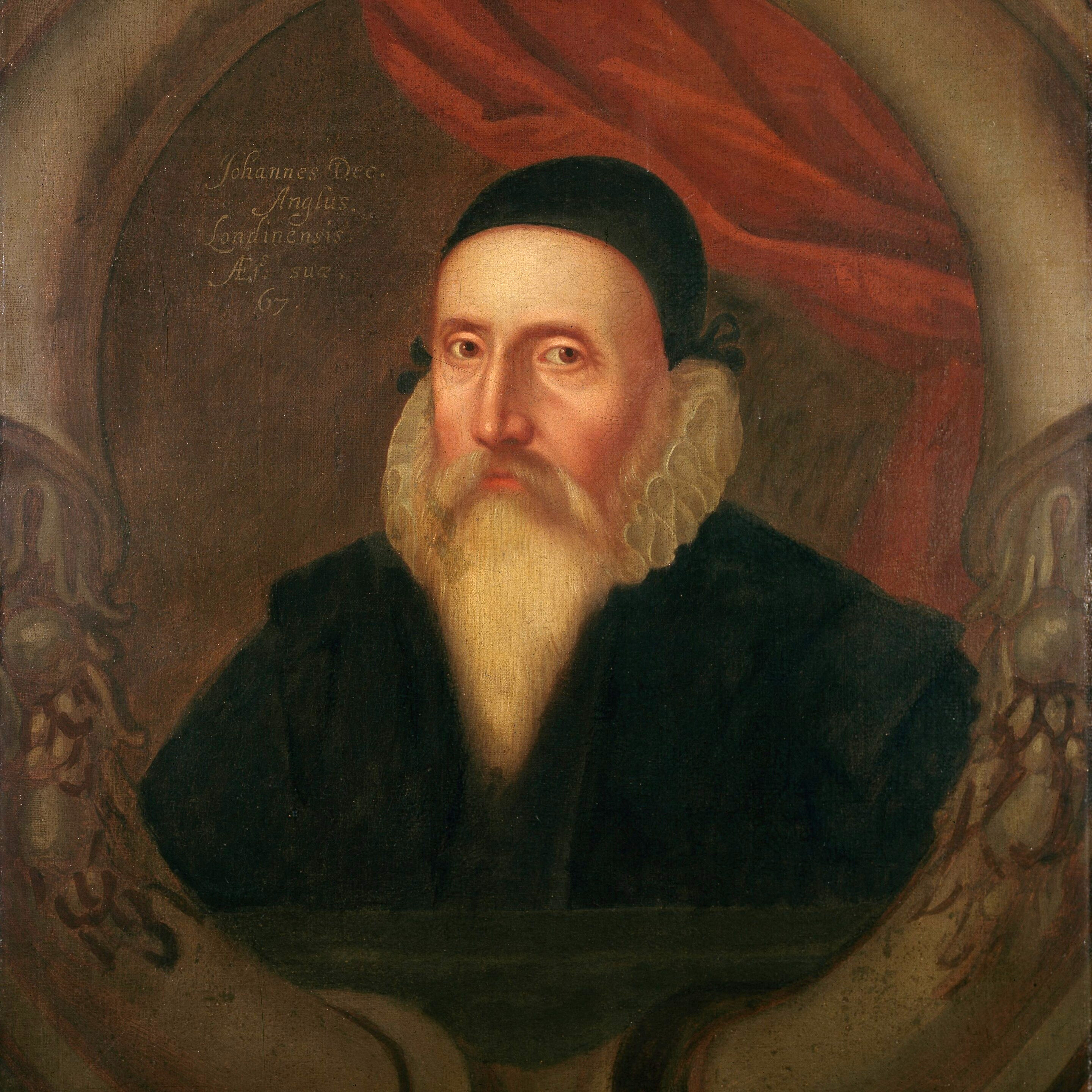
Джон Ди

См. также: Категория:Умершие в 1609 году
- 26 марта — Джон Ди — английский математик, географ, астроном и алхимик.
- 13 (23 июня) — Шереметев Пётр Никитич, воевода и боярин (с 1605)[48].
- Якоб Арминий — голландский протестантский богослов.
- Гаспаро да Сало — считается создателем первых скрипок современного типа наряду с такими мастерами как Андреа Амати (Кремона) и Джованни Маджини (Брешиа).
- Йи Сан Хэ — корейский поэт, династии Чосон Поэт, политик, писатель. Премьер-министр династии Чосон(1590~1591, 1592, 1599~1602).
- Аннибале Карраччи — итальянский живописец и гравёр, брат художника Агостино Карраччи.
- Карл Клузиус — нидерландский, французский или французско-нидерландский ботаник, профессор ботаники, миколог, врач и натуралист (естествоиспытатель).
- Джованни Кроче — итальянский композитор венецианской школы, автор мадригалов.
- Махараль из Праги — крупнейший раввин и галахический авторитет, мыслитель и учёный в XVI веке. Обладал обширными познаниями не только в области раввинистической литературы, но и в области многих светских наук, в особенности в математике.
- Жозеф Жюст Скалигер — французский гуманист-филолог, историк и воин, итальянец по происхождению, один из основателей современной научной исторической хронологии, издатель и комментатор античных текстов. Сын Жюля Сезара Скалигера, внук картографа Бенедетто Бордоне.
- Гарсия Уртадо де Мендоса — испанский дворянин, военный, чиновник. Губернатор Чили 1557—1561 и вице-король Перу 1590—1596.
- Фердинанд I — великий герцог Тосканский (1587—1609), значительно увеличивший престиж и влияние дома Медичи в Италии и за её пределами.
- Федерико Цуккаро — итальянский художник эпохи маньеризма и теоретик искусства.